# John Fraser (homme politique ontarien, Lambton-Est)
Pour les articles homonymes, voir John Fraser et Fraser.
John Fraser (3 mars 1849-1er février 1928) est un homme politique canadien de l'Ontario. Il est député fédéral libéral de la circonscription ontarienne de Lambton-Est de 1869 à 1900.

## Biographie
Né dans le Comté d'Inverness en Écosse, Fraser arrive au Canada-Uni en 1852. Élu maire de Petrolia en 1885, il demeure en poste jusqu'en 1889.
Élu député fédéral en 1896, il est défait en 1900.
En 1902, il est nommé maître des postes de Petrolia.